# Леа Сірк
Леа Сірк (словен. Lea Sirk; нар. 1 вересня 1989, Копер, СР Словенія, СФР Югославія) — словенська співачка та авторка пісень. Представник Словенії на пісенному конкурсі Євробачення-2018 у Лісабоні, Португалія.

## Життєпис
Народилася 1 вересня 1989 року в місті Копер у Словенії.
Почала здобувати музичну освіту у віці п'яти років у місті Копер, Словенія. З 2001 по 2007 рік Леа брала участь у численних національних і міжнародних змаганнях, де регулярно займала лідируючі місця. Леа закінчила середню школу, паралельно вивчаючи концертну флейту.
Леа навчалася в Музичній консерваторії в Женеві, грала в різних оркестрах і брала участь у різних семінарах по всій Європі. 
Леа Сірк достроково та з відзнакою закінчила бакалаврат. Вона також закінчила магістратуру з відзнакою через два роки та отримала ступінь магістра мистецтв у спеціалізованому музичному виконавстві.
Під час навчання Леа Сірк також утвердилася як співачка. У 2005 році Леа отримала нагороду як найперспективніша молода співачка на Міжнародному музичному конкурсі в Кельні.
Вона почала регулярно брати участь у різноманітних фестивалях, а також EMA, національному відборі Словенії на пісенний конкурс Євробачення (2009, 2010). Її участь у шоу «Твоє обличчя звучить знайомо» залишила незгладимий слід у глядачах, адже Леа найбільше перевтілилася у своїх перевтіленнях у відомих світових виконавців, зокрема переможця «Євробачення-2017» Сальвадора Собрала.
Як бек-вокалістка Леа вже виступала на Євробаченні, а саме у 2014 році в Копенгагені з Тінкарою Ковач. Леа також є студійним музикантом і музичним аранжувальником, виступала на численних великих сценах і записувалася з багатьма словенськими музикантами.
2018 року на національному відборі з піснею «Hvala, ne!» отримала впевнену перемогу та отримала право представляти Словенію на пісенному конкурсі Євробачення-2018 у Португалії. Її виступ відбувся 10 травня у другому півфіналі. Потрапила до фіналу, де зайняла 22 місце.
Леа Сірк є мамою двох дівчаток